# Maladie de l'inadéquation évolutive
Les maladies de l'inadéquation évolutive, parfois abrégées en maladies de l'inadéquation (en anglais "mismatch diseases") désignent les maladies chez une espèce dont l'apparition ou l'essor a été favorisé suite à l'évolution de cette espèce qui se retrouve mal adaptée à son nouvel environnement. Bien qu'elles puissent concerner n'importe quelle espèce, le concept s'applique d'abord et avant tout à l'évolution de l'Homo sapiens lors de son passage évolutif du Paléolithique au Néolithique. Il s'ensuivrait que la plupart des maladies qui résultent de cette évolution et dont nous souffrons actuellement résulteraient du passage de la chasse-cueillette à l'agriculture. Ces maladies seraient nombreuses dans ce cas-ci. Certaines d'entre elles peuvent être regroupées dans diverses catégories.

## Maladies liées à des carences nutritionnelles
Alors que le régime alimentaire des chasseurs-cueilleurs était très diversifié, celui des agriculteurs l'est considérablement moins. Certaines études notent que parmi les populations actuelles de chasseurs-cueilleurs, les Bochimans d'Afrique australe consomment régulièrement au moins 69 espèces de plantes différentes, les Hadza de Tanzanie, au moins 62, les Achés du Paraguay, au moins 44 et les Pygmées Efe du Congo, au moins 28 tandis que les agriculteurs doivent se contenter de quelques cultures de base. Cette réduction de la diversité au profit de la quantité a favorisé l'émergence de maladies liées à des carences nutritionnelles parmi lesquelles on retrouve le béribéri par manque de vitamines B1, le pellagre par manque de vitamines B3, l'anémie par manque de fer, le goître par manque d'iode et le scorbut par manque de vitamines C.

## Maladies liées au stockage alimentaire
À la différence des chasseurs-cueilleurs qui ne stockent leurs aliments que deux ou trois jours, les agriculteurs stockent leur surplus alimentaire pendant des mois. Les mauvaises conditions de conservation ont entraîné des risques accrus de contamination. Les aflatoxines produites par des champignons contaminent les céréales, les fruits à coque et les graines oléagineuses. Ces aflatoxines peuvent provoquer des troubles hépatiques, des problèmes neurologiques et des cancers.

## Épidémies
Le développement de l'agriculture a également mis en place les conditions nécessaires à l'émergence des épidémies qui auraient pu difficilement survenir dans les populations de chasseurs-cueilleurs au Paléolithique; la densité de ces populations étant trop faible. L'agriculture avec l'élevage qui ont entraîné par la suite le développement des villes et l'émergence du commerce réunirent les conditions à la propagation des maladies infectieuses parmi lesquelles on peut citer la tuberculose, la peste, la syphilis, la variole et la grippe. Plusieurs de ces maladies furent transmises par des agents infectieux présents dans les animaux d'élevage : bovins (tuberculose, rougeole, diphtérie), buffles d'eau (lèpre), porcs et canards (grippe).

## Autres conséquences
Le passage du Paléolithique au Néolithique avec l'agriculture a également entraîné la prolifération des caries dentaires dû à un régime riche en amidon. Rares chez les chasseurs-cueilleurs, les caries dentaires sont très répandues chez les agriculteurs.

## Sources
: document utilisé comme source pour la rédaction de cet article.
Daniel E. Lieberman, L'histoire du corps humain, évolution, dysévolution et nouvelles maladies, Éditions Jean-Claude Lattès, 2015, p. 65,  (ISBN 9782709636544) 